# Speziallager Nr. 2 Buchenwald

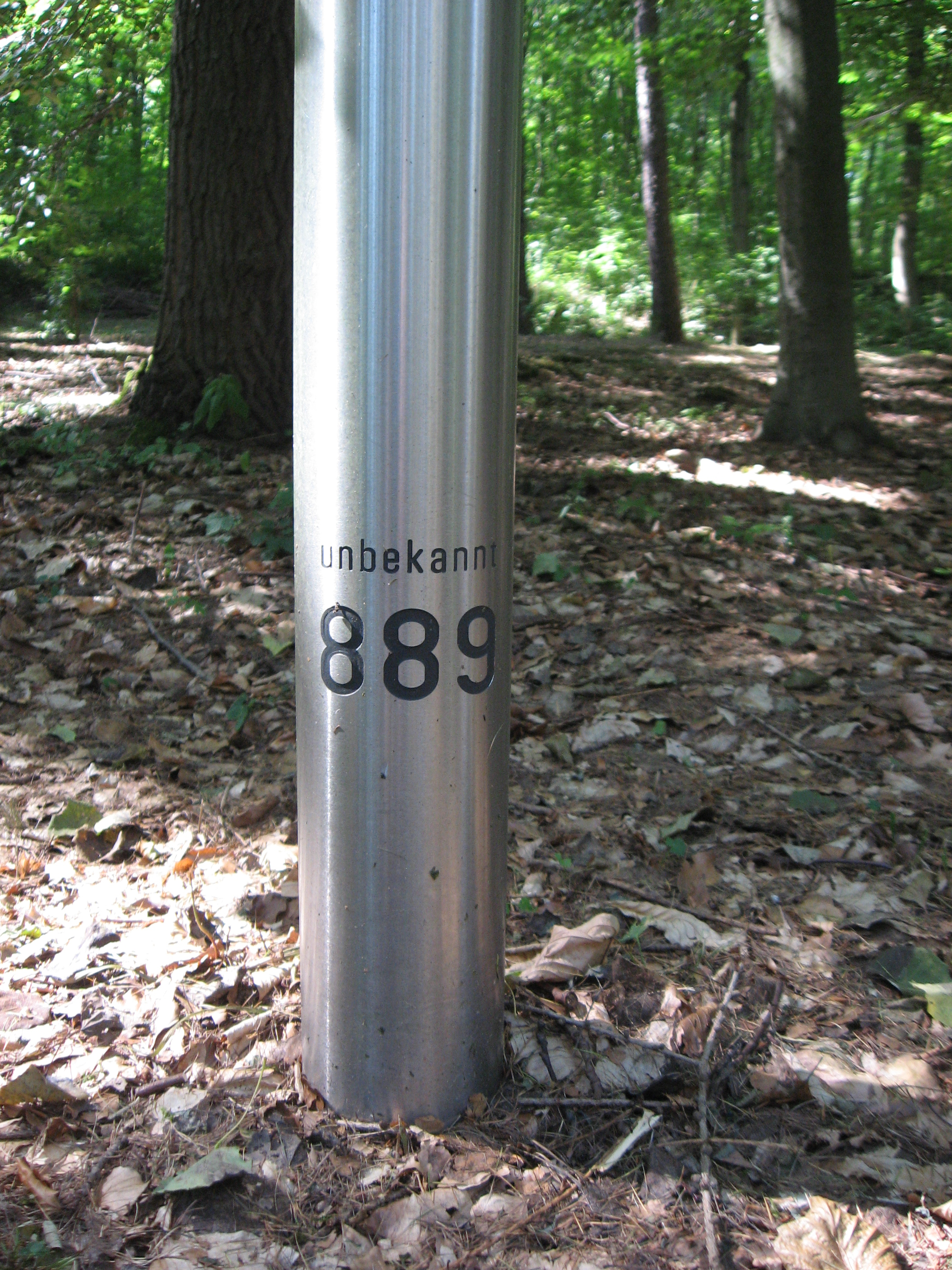
Eine von 1100 Metallstelen, die an die Opfer des Speziallagers erinnern

Das Speziallager Nr. 2 in Buchenwald entstand 1945 als Speziallager in der sowjetischen Besatzungszone auf dem Gelände des ehemaligen KZ Buchenwald bei Weimar und wurde 1950 aufgelöst.
Nach der Befreiung des KZ Buchenwald gegen Ende des Zweiten Weltkriegs durch die 3. US-Armee und deren Abzug aus Thüringen nutzte das sowjetische Volkskommissariat für Inneres (NKWD, ab 1946 Innenministerium (MWD)) ab dem 21. August 1945 das Lager als „Speziallager Nr. 2“ zur Internierung von Personen, die aus Sicht der Besatzungsmacht im Sinne einer „Generalprävention“ eine Gefährdung für die militärische Sicherheit darstellten. Für die Verhaftungen war der Befehl Nr. 00315 des sowjetischen Innenministeriums vom 18. April 1945 maßgeblich: Die zur Inhaftierung vorgesehenen Personengruppen umfassten danach
 a) Spione deutscher Geheimdienste, 
b) Personen, die von deutschen Geheimdiensten zur Aktivität im besetzten Gebiet angeworben wurden, 
c) Betreiber illegaler Sendestationen, Waffenlager und Druckereien, 
d) aktive Mitglieder der NSDAP, 
e) höhere Führer faschistischer Jugendorganisationen, 
f) Mitarbeiter von Gestapo und SD, 
g) Leiter von Gebiets-, Stadt- und Kreisverwaltungen, 
h) Zeitungs- und Zeitschriftenredakteure. 
Tatsächlich umfassten die Verhaftungen einen weitaus größeren Personenkreis und wurden zum Teil auch willkürlich vorgenommen.
Seit 1997 wird die Geschichte des sowjetischen Speziallagers Nr. 2 1945–50 in einem eigenen Ausstellungsgebäude auf dem Gelände der Gedenkstätte Buchenwald dargestellt.

## Einrichtung der Internierungslager in der SBZ
Die sowjetischen Speziallager entstanden in der Endphase des Zweiten Weltkriegs. Sie entwickelten sich in einem Spannungsfeld von Reparationsabsichten und militärischen Sicherheitsinteressen, der Überwindung des Nationalsozialismus und der fortschreitenden Sowjetisierung der SBZ.
Angesichts der Verbrechen des „Dritten Reichs“ und der Angst vor stetigem Widerstand der Zivilbevölkerung waren die Alliierten der Auffassung, dass alle nationalsozialistischen Institutionen aufgelöst; und nationalsozialistische und militaristische Propaganda verhindert werden sollte. Im Potsdamer Abkommen wurde das Vorgehen der Alliierten festgelegt. Hierbei wurde auch die Vorgehensweise für Internierungen ausformuliert:
„War criminals and those who have participated in planning or carrying out Nazi enterprises involving or resulting in atrocities or war crimes shall be arrested and brought to judgment. Nazi leaders, influential Nazi supporters and high officials of Nazi organizations and institutions and any other persons dangerous to the occupation or its objectives shall be arrested and interned.“
Die letzte Klausel legitimiert die Internierung von „einflussreichen Nazi-Unterstützern“, um die Sicherheit der Besatzung zu gewährleisten.
In allen alliierten Besatzungszonen wurden Menschen, die mit dem nationalsozialistischen Machtapparat in Verbindung standen, oder dessen verdächtigt wurden, interniert. Der Arrest war hierbei nicht notwendigerweise auf eine individuelle kriminelle Schuld der Internierten zurückzuführen oder auf ein generelles Misstrauen der Alliierten gegenüber Deutschen. Die alliierte Besatzung nahm diese Personen durch ihre Verbindung zum Nazi-Regime als Bedrohung wahr und internierte sie aufgrund dessen.
In der SBZ errichteten die sowjetischen Geheimdienste ein System von insgesamt zehn Speziallagern und drei Gefängnissen. Die Verhaftungen erfolgten durch die sowjetischen Sicherheitsorgane und die deutsche Polizei. Ohne nähere Angabe von Gründen wurden die Betroffenen vorgeladen oder zu Hause festgenommen. Die nur grob umrissenen Verhaftungsrichtlinien erleichterten eine willkürliche Auslegung. Über eine Einweisung in die Speziallager entschieden ausschließlich die sowjetischen Geheimdienstorgane.

## Aufbau des Speziallagers 2
Das Speziallager Nr. 2 wurde aus administrativen Gründen auf dem Gelände des KZ Buchenwalds errichtet, obwohl der Beauftragte für die Ermittlung des Lagerstandorts in Thüringen Hauptmann Fjodor J. Matuskow aus organisatorischen Gründen davon abriet und stattdessen die ehemalige Blumenthal-Kaserne in Erfurt empfahl:
„1. Bei der Besichtigung des Konzentrationslagers in Buchenwald, das 8 km von der Stadt Weimar entfernt auf einer Anhöhe in einem Buchenwald liegt, stellte sich heraus:
a) Aufnahmefähigkeit: 10 bis 15 Tausend Personen
b) Es ist keine Bäckerei vorhanden, Licht- und Wasserleitung sind defekt, Wasser gibt es nur nachts, die angrenzenden SS-Kasernen werden durch die 13. Flakdivision der 8. Armee belegt, die übrigen Unterkünfte beim Lager nicht.
[…]
Schlussfolgerungen:
Für die Errichtung des neuen Lagers ist die Belegung der polnischen Polizeikaserne (Blumental-Kaserne in Erfurt) zweckmäßig. Ebenso geeignet ist das Lager der repatriierten Sowjetbürger.
Bei den Gesprächen mit Führung der 8. Armee über den Lagerstandort hatte das Mitglied des Kriegsrates der Armee, Genosse Pronin, keine besonderen Einwände gegen eine Übergabe der polnischen Polizeikaserne an uns. Aber der Stabschef der Armee, Generalmajor Beljawski, stellt uns nur das Buchenwalder Lager zur Verfügung, das meiner Meinung nach ungeachtet seiner Größe zur Unterbringung unseres Lagers aufgrund der obigen Darlegungen nicht geeignet ist.“
Am 17. August 1945 wurde Matsukow zusammen mit Personal zum Aufbau des Speziallagers Buchenwald in Thüringen beordert. Die ersten Häftlinge folgten kurz darauf. Der Insasse Karl Keil berichtete von 46 Inhaftierten am 22. August 1945. Zunächst wurden Gefangene aus Arnstadt, Erfurt, Jena, Torgau und Weimar ins Speziallager gebracht. Zum Jahresende 1945 waren 6.000 Menschen in Buchenwald gefangen; im Januar 1946 kamen 5.700 Häftlinge aus dem Lager Landsberg (Warthe) und am 3. und 7. April 1947 weitere rund 4.000 aus dem Speziallager Jamlitz hinzu. Mit ca. 16.400 Insassen erreichte das Speziallager seine größte Belegungsstärke. Sehr viele weitere Insassen waren vor ihrer Ankunft in Buchenwald bereits durch andere Lager des NKWD wie Ketschendorf, Mühlberg/Elbe oder die Justizvollzugsanstalt Bautzen gegangen und wurden dort gleich nach ihrer Verhaftung verhört. Diese Verhöre fanden in mehreren Fällen auch mit Einsatz von physischer Gewalt statt.

## Verhaftungen und Inhaftierte
Mitarbeiter des sowjetischen Geheimdienstes oder der militärischen Abwehr der Roten Armee (Smert Schpionam – SMERSCH) nahmen die Verhaftungen vor, zum Teil auch gemeinsam mit der deutschen Polizei. Die Verhaftungen gingen häufig auf Hinweise aus der Bevölkerung zurück. Mitglieder und Amtsträger der NSDAP waren ab Frühjahr 1945 aufgefordert worden, sich bei den Behörden zu melden.
Die Verhafteten wurden zunächst in Gefängnissen und improvisierten Haftstätten festgehalten. Dort wurden sie häufig unter Anwendung psychischer und physischer Repressalien verhört. Fanden sich dabei Anhaltspunkte, die den sowjetischen Sicherheitskräften verdächtig vorkamen, folgten Verfahren vor sowjetischen Tribunalen mit strengen Urteilen und Einweisung in Strafanstalten oder Deportation nach Sibirien. Der große Rest der nicht Verurteilten wurde in den Speziallagern festgehalten. Die Insassen im Lager sind somit zu unterscheiden in die von Sowjetischen Militärtribunalen (SMT)-Verurteilten und in die ohne Gerichtsurteil eingelieferten Internierten.
Im Speziallager Nr. 2 wurden Personen festgehalten, die Ämter im Staatsapparat und im Parteiapparat der NSDAP innehatten. Wenige hatten der Gestapo oder SS angehört. Durch die Willkür der sowjetischen Geheimdienste wurden auch zahlreiche Menschen interniert, die vor 1945 keine Verantwortung im NS-System getragen hatten.
Von den bis 1948 inhaftierten Personen wurden insgesamt 61,13 % als untere zivile Funktionsgrade der NSDAP interniert. Als Haftgrund wurden Blockleiter (28,16 %), Zellenleiter (22,48 %) oder Ortsgruppenleiter (10,49 %) der NSDAP angegeben. Weitere häufige Haftgründe umfassten Polizeiangehörige, „Terroristen“, zivile Gestapo-Mitarbeiter oder Besitzer von Betrieben, in denen Zwangsarbeiter misshandelt wurden. In vielen Fällen lässt sich der Haftgrund im Nachhinein bestätigen, der in den sowjetischen Akten angegebene Haftgrund wurde jedoch nicht mit rechtmäßigen Verfahren überprüft.
Von den inhaftierten Männern gehörten über 75 % (18.907 Inhaftierte) den Geburtsjahrgängen 1886–1905 an. Der Großteil der männlichen Inhaftierten war somit zwischen 40 und 60 Jahren alt. Knapp über 5 % (1.343) waren unter 19 Jahren alt. Insgesamt waren im Speziallager Buchenwald etwa 28.000 Menschen inhaftiert, davon etwa 1.000 Frauen sowie einige in Buchenwald und anderen Lagern geborene Kinder.

## Bekannte Inhaftierte
- Rudolf Ahlers (1889–1954), Autor

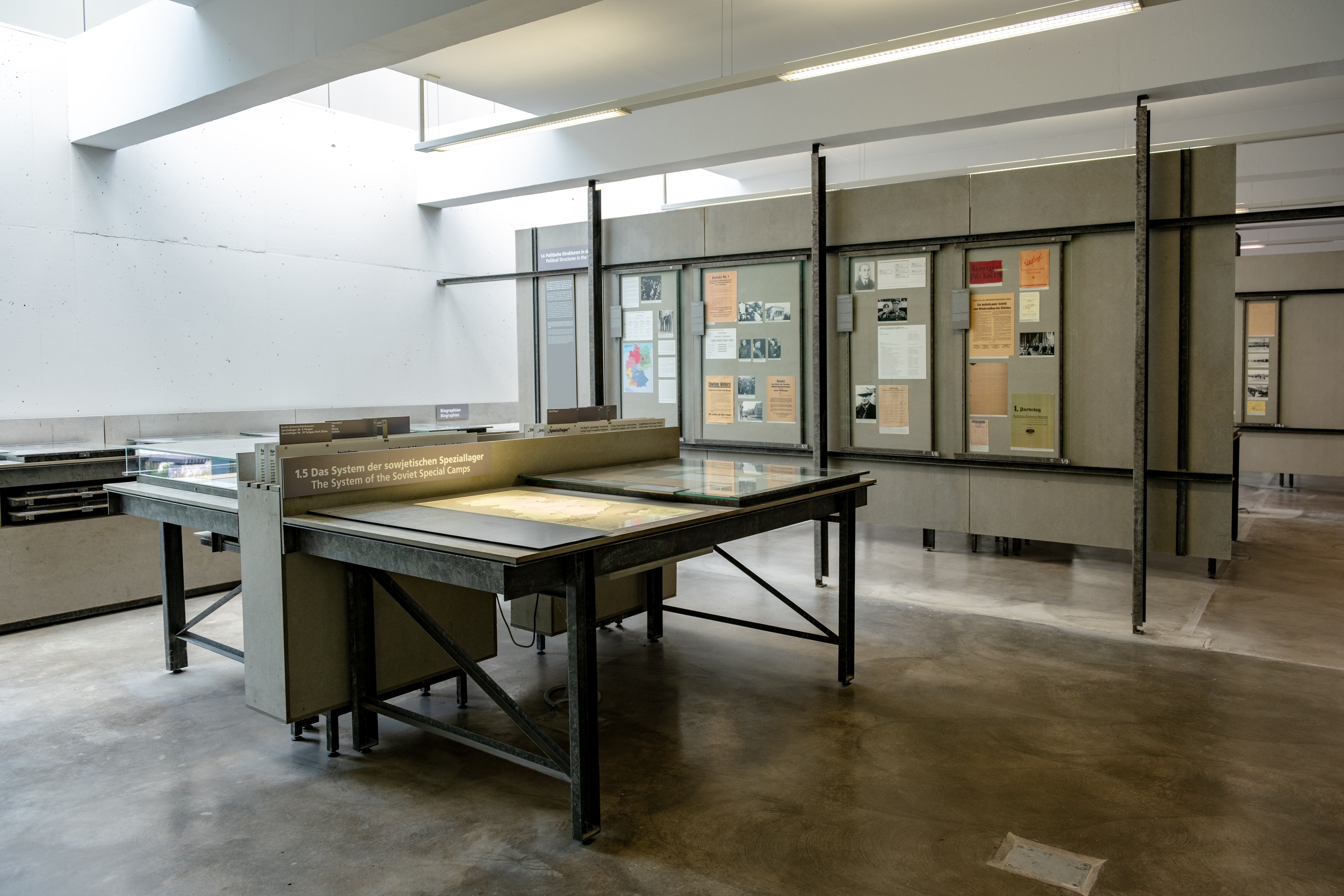
Dauerausstellung im Speziallager Nr. 2 Buchenwald, mit vielen Biografien der internierten Häftlingen, Mai 2025

- Joachim Ernst von Anhalt (1901–1947), Herzog von Anhalt
- Margret Bechler (1914–2002), Offiziersfrau und Lehrerin
- Rudolf Bernhardt (1904–nach 1970), von 1933 bis 1945 Bürgermeister der Kreisstadt Großenhain
- Helmut Bischoff (1908–1993), Polizist, SS-Obersturmbannführer und Oberregierungsrat
- Wilhelm Bombös (1894–nach 1974), Prokurist, Schriftleiter der Deutschen Kegler-Zeitung
- Gotthard Böttger (1893–1949), Ingenieur und NS-Funktionär
- Erwin Brauer (1896–1946), Theologe
- Herbert von Conrad (1880–1946), Landrat
- Horst Dreßler-Andreß (1899–1979), Regisseur, Politiker der NSDAP und Präsident der Reichsrundfunkkammer
- Wilhelm Frerichs (1900–unbekannt), Leiter der Politischen Abteilung im KZ Buchenwald und KZ Sachsenhausen
- Ernst Fresdorf (1889–1967), Politiker der SPD und Oberbürgermeister von Eisenach
- Ehrhart Glaser (1927–2006), Politiker der CDU, als Schüler von April 1947 bis Februar 1950
- Wilhelm Goldmann (1897–1974), Verleger
- Paul Grimm (1907–1993), Prähistoriker
- Karl Ritter von Halt (1891–1964), Sportfunktionär
- Georg Hartmann (1909–unbekannt), Ministerialbeamter
- Jan Herchenröder (1911–1986), Kriegsberichterstatter
- Friedrich Jaksch (1894–1946), sudetendeutscher Schriftsteller
- Gerhard Joop (1914–2007), Redakteur und Autor
- Arthur Jubelt (1894–1947), Verleger, Heimatforscher, Oberbürgermeister von Zeitz
- Fred Kaltenbach (1895–1945), US-amerikanischer Radiopropagandist
- Otto Koch (1902–1948), Rechtsanwalt, NS-Funktionär und Oberbürgermeister von Weimar
- Friedrich Emil Krauß (1895–1977), Industrieller und Erfinder, Betreiber NSDAP-Musterbetrieb
- Werner Kropp (1899–1946), Politiker der NSDAP
- Otto von Kursell (1884–1967), Künstler, Hochschullehrer und Politiker der NSDAP
- Gertrud Lehmann-Waldschütz (1905–2001), Autorin
- Walter Meyer (1904–1949), Sportler und Olympiasieger
- Rembert von Münchhausen (1884–1947), Landrat des Kreises Stolzenau, Rittergutsbesitzer
- Kurt Nebelung (1889–1947), Präsident der Sächsischen Staatsbank
- Charles A. Noble (1892–1983), deutschamerikanischer Unternehmer
- John H. Noble (1923–2007), deutschamerikanischer Unternehmer
- Kurt Otto (1887–1947), Politiker der NSDAP
- Friedrich Pfeffer (1888–1946), Jurist und Verwaltungsbeamter
- Max Poepel (1896–1966), Politiker der NSDAP und Oberbürgermeister von Aue
- Paul Reckzeh (1913–1996), Arzt und Gestapo-Spitzel
- Wilhelm Reetz (1887–1946), Journalist und Maler
- Oswald Rösler (1887–1961), Bankmanager
- Joseph Sablatnig (1886–1946), Luftfahrtpionier
- Kurt Säuberlich (1904–1971), Metallurg und Politiker der NSDAP
- Walter Schmidt (1892–1948), Eisenbahnbeamter
- Hans Seifert (1889–1948), deutscher Politiker (NSDAP), Reichstagsmitglied
- Marianne Simson (1920–1992), Schauspielerin
- Eduard von Schwartzkoppen (1903–1978), Jurist und Bankier
- Friedrike Wieking (1891–1958), Kriminalbeamtin
- Walter Wilhelmi (1902–1948), Ministerialrat und Abteilungsleiter im Reichsministerium für die besetzten Ostgebiete
- Gerhard Wischer (1903–1950), Psychiater, Verantwortlicher für Euthanasieverbrechen
- Hans H. Zerlett (1892–1949), Drehbuchautor und Regisseur

## Haftbedingungen
Buchenwald war nach 1945 kein Arbeitslager. Außer einigen Tätigkeiten zum internen Betrieb des Lagers – dazu zählten zeitweilig auch Erhaltungsmaßnahmen an der von KZ-Häftlingen errichteten und von den Sowjets weiterbetriebenen Buchenwaldbahn – war ein Merkmal der Lagerhaft das Fehlen jedweder Beschäftigung. Dies und die völlige Isolation von der Außenwelt und den Angehörigen, die nicht wussten, wo der verhaftete Verwandte war, trugen zur psychischen Belastung der Inhaftierten bei.
Nach den Verhören und der Einlieferung der Verhafteten in das Lager unterblieben im Allgemeinen körperliche Misshandlungen. Dies schließt den Bereich der Lagerstrafen ein. Trotzdem waren Lagerstrafen außerordentlich gefürchtet, da ihre Verhängung angesichts der allgemeinen physischen und psychischen Situation nicht wenige Todesopfer forderte. Disziplinarmaßnahmen umfassten den im November 1945 eingerichteten „Isolator“. Dieser war vorerst eine Art Strafbataillon. In ihm befanden sich Fluchtverdächtige sowie zahlreiche ehemalige Lagerfunktionäre, außerdem wurde der Isolator für Verstöße gegen die Lagerregeln genutzt. Seine Insassen mussten anfangs hauptsächlich Kohle abladen. Ab Mai 1946 hörte der Arbeitseinsatz auf, und um die Baracke II/19 wurde ein gesonderter Stacheldrahtzaun gezogen. Nach der Beschreibung Internierter war der Isolator mit dunklen Einzelzellen eingerichtet. Dadurch war die psychische Belastung für die Insassen des Isolators wesentlich höher. Die Eingangsbewachung übernahm der Lagerschutz. Die „Isolierten“ hatten keinen Kontakt zu den anderen Insassen. Die Versorgung betreffend unterschied sich das Leben im „Isolator“ kaum von dem der anderen Internierten. Die Ernährung war die gleiche. Die medizinische Versorgung jedoch war abhängig von der Erlaubnis den Lagerarzt zu sehen. Für den ersten Weihnachtstag 1945 wurden allen Inhaftierten die Brotrationen gestrichen.
Die Häftlinge wurden zunächst in Steinbaracken untergebracht. Als die Anzahl der Insassen immer größer wurde, verlegte man die Häftlinge auch in eingeschossige Holzbaracken. Die Situation in den Häftlingsquartieren war gekennzeichnet durch drückende Enge, eine ständige Ungezieferplage und völlig unzureichende Beheizung in den kalten Jahreszeiten.
Hunger war eine ständige Erscheinung des Lagerlebens der Häftlinge, besonders die einseitige Zusammensetzung der Nahrung wirkte sich negativ auf die Lebensbedingungen der Lagerinsassen aus. Die Bedingungen begünstigten die Entstehung von Krankheiten. Zeitweise wurde jeder Vierte der Häftlinge als „lazarettkrank“ registriert. Im Winter 1946 wurden die Lebensmittelzuteilungen drastisch gesenkt, dies war unter anderem auf eine europaweite – besonders in Belarus und der Ukraine grassierende – Hungersnot (Hungerwinter 46/47) zurückzuführen. In diesem Winter starben bis zu 200 Inhaftierte täglich. Die Sterblichkeit der weiblichen Inhaftierten war aufgrund des niedrigeren Energieverbrauchs und der Arbeit (z. B. im Lazarett) wesentlich niedriger als die der männlichen Inhaftierten.
Über die fünf Jahre, die das Lager bestand, kamen insgesamt mehr als 7000 Menschen durch die Lagerverhältnisse, insbesondere durch völlig unzureichende Ernährung und unbehandelte Folgeerkrankungen wie Dystrophie, Ruhr, Tuberkulose und Typhus ums Leben und wurden am Rande des Lagers in Massengräbern verscharrt. Die Sterblichkeit lag im Jahr 1945 bei 5,08 Prozent, 1946 bei 16,23 Prozent, 1947 bei 24,33 Prozent, 1948 bei 8,67 Prozent, 1949 bei 5,53 Prozent und 1950 bei 0,72 Prozent. Die Forschung ist sich heute größtenteils darüber einig, dass die hohe Todesrate im Lager auf eine Kombination aus Versorgungsschwierigkeiten und „zynischer Gleichgültigkeit“ der sowjetischen Stellen gegenüber der Lagerinsassen zurückzuführen ist.

## Auflösung des Lagers
Das Lager wurde aufgelöst, um das Ansehen der neu gegründeten DDR zu erhöhen, da im Westen mittlerweile eine breitere Öffentlichkeit über die Zustände im Lager informiert war und Druck auf die Besatzungsmacht und die Führung der DDR ausgeübt wurde. So wurde die Auflösung als großmütiger Akt der Sowjetunion dargestellt und die Verhältnisse im Lager propagandistisch beschönigt.
Am 14. Januar 1950 teilte der Vorsitzende der Sowjetischen Kontrollkommission in Deutschland, Tschujkow, Walter Ulbricht mit, dass mit Bautzen, Sachsenhausen und Buchenwald die letzten Lager aufgelöst würden. Bei der Entlassungsaktion wurden (wie schon im Sommer 1948) die zu Entlassenden von der sowjetischen Besatzungsmacht an die deutsche Landespolizeibehörde übergeben: Auf den Entlassungsscheinen, die vom Landespolizeichef des Landes Thüringen ausgestellt wurden, trat die Besatzungsmacht nicht in Erscheinung. Etliche Inhaftierte wurden jedoch anlässlich der Lagerauflösung nicht entlassen, sondern in die Sowjetunion deportiert oder in Zuchthäuser der DDR überstellt. 2154 Häftlinge wurden am 9. und 13. Februar 1950 in die Justizvollzugsanstalt Waldheim gebracht, wo sie in den Waldheimer Prozessen abgeurteilt wurden. Da für die neu gebildeten Sonderstrafkammern der Grundsatz galt, „sowjetische Sicherheitsorgane verhaften keine Unschuldigen“, waren die Angeklagten vorverurteilt. Die Waldheimer Prozesse waren rechtswidrig. In Schnellverfahren, zumeist ohne Beweisdokumente und Strafverteidiger, verhängten die Strafkammern fast ausnahmslos hohe Haftstrafen. 24 Personen wurden hingerichtet. Durch die schlechten Lebensbedingungen im überfüllten Zuchthaus starben mehrere Gefangene an Tuberkulose.
Die SED nutze die Waldheimer Prozesse propagandistisch, um ihre Härte im Vorgehen gegen NS-Täter zu inszenieren. Die Prozessinszenierung gelang nur teilweise. Gegen die die fehlenden rechtsstaatlichen Mittel und besonders die Höhe der Urteile erhoben sich zahlreiche Proteste.

## Nachwirkung

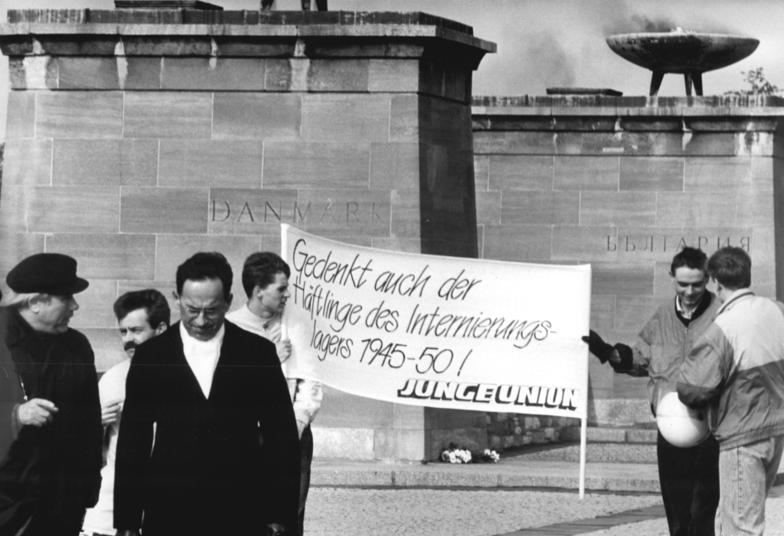
Im April 1990 machten Mitglieder der Jungen Union während einer Gedenkveranstaltung zum 45. Jahrestag der Befreiung am Buchenwald-Mahnmal auf das Speziallager aufmerksam.

Die Angehörigen der in Buchenwald verstorbenen Menschen erhielten keine amtliche Benachrichtigung, was quälende Ungewissheit hinterließ und zu schwierigen persönlichen Problemen, z. B. in Erbfällen, führte.
In der DDR wurde die Geschichte des Speziallagers offiziell nicht erwähnt. Das durch die SED geschaffene Klima der Angst verhinderte es, dass Betroffene über ihre Erlebnisse sprechen konnten.
Nachdem im nördlichen Bereich des ehemaligen Lagers anonyme Gräber gefunden worden waren, stellte die Gedenkstätte Buchenwald im Februar 1990 an diesem Ort ein einfaches Holzkreuz auf. Der Gräberfund rückte das bis dahin verschwiegene sowjetische Speziallager in den Mittelpunkt einer öffentlichen Debatte.
1996 wurde jedes der 850 identifizierten Sammelgräber im Gräberfeld I mit einer Stahlstele markiert. In einem weiteren Gräberfeld östlich des ehemaligen Lagergeländes wurden 250 Grabanlagen lokalisiert und ebenfalls mit Stelen gekennzeichnet. Jede Stele steht hierbei für etwa fünf bis sieben Todesopfer. In der Nähe der Gräberfelder wurde 1997 durch die Gedenkstätte Buchenwald eine Dauerausstellung zur Geschichte des sowjetischen Speziallagers Nr. 2 aufgebaut. 2008 wurde die Anlage um einen Trauerplatz erweitert.

## Filme
- Peter Friedrich Leopold: Buchenwald. Speziallager Nr. 2 1945–1950 (Dokumentarfilm); Chronos-Film im Auftrag der Stiftung Gedenkstätten Buchenwald und Mittelbau-Dora, 1997.
- Ev. Kirchenkreise Altenkirchen und Templin-Gransee, Ilse Sonnentag, Altenkirchen, Jugend 8–25 Jahre: Diese Zeit hat es nie gegeben. Begegnungen mit einer Zeitzeugin. Filmprojekt bei www.bruening-film.de, 2007, mit freundlicher Unterstützung der Stiftung Gedenkstätten Buchenwald und Mittelbau-Dora, Auszeichnungen: Video der Generationen, Bundeswettbewerb, Sonderpreis der Landeszentrale für politische Bildung Thüringen.